# SSC Аеро
SSC Аеро (SSC Aero) е суперавтомобил, произвеждан от американската компания Шелби Супер Карс (Shelby Super Cars, SSC).
От 13 септември 2007 г. до 3 юли 2010 г. версията Ултимейт Аеро ТТ (Ultimate Aero TT) е най-бързият сериен автомобил в света, развивайки почти 412 км/ч, задминавайки лидера тогава Бугати Veyron с около 5 км/ч. Дизайнът на колата отнема седем години на Джеръд Шелби, собственик на SSC. Този човек няма роднинска връзка с Каръл Шелби, автомобилен състезател и конструктор, който създава най-мощните спортни модели на Форд Мустанг.

## История
Фирмата на Джеръд Шелби започва дейността си с конструирането на реплики на екзотични суперавтомобили. По-късно компанията се занимава с изработването на реплика на Ламборгини Диабло, чиято пространствена тръбна рама става основа за Аеро.
Първият автомобил Аеро се появява през 2004 г. и носи името Aero SC/8T.

## Технически данни

### SSC Аеро
Използваните на много места в колата въглеродни влакна и титан допринасят за ниското тегло на автомобила. SSC Аеро тежи 1233 кг. Централно разположеният двигател на автомобила е бензинов, 6.2 литров, V-образен с осем цилиндъра и турбокомпресор. Мощността е 782 к.с. Тестове във аеродинамичен тунел показват, че при идеални настройки на предавателните числа Аеро може да развие скорост от 386 км/ч. Скоростната кутия е шестстепенна механична, а задвижването е задно. Автомобилът ускорява от 0 до 100 км/ч за 2,94 секунди. Сред екстрите са навигационна система, аудио/видео система с 10 висикоговорителя, 7,5 инчов монитор, камера за обратно виждане и др. Цената е около 239 000 щ.д..

### Ултимейт Аеро
Двигателят е 6.3 литров и разполага с 1048 к.с. Теглото е сведено до 1179 кг и тежи горе-долу колкото Фолксваген New Beatle. Според изследванията в тунела максималната скорост може да бъде до 437 км/ч. SSC смята да бъдат произведени само 25 екземпляра, като цената започва от 654 500 щ.д.

### Ултимейт Аеро ТТ
Двигателят на тази верся е още по-мощен – 1183 к.с, а ускорението от 0 до 100 км/ч става за 2,3 сек. Обикновеният компресор е заменен от битурбокомпресор, оттам идва и ТТ в названието – Twin-Turbo. Ултимейт Аеро ТТ подобрява рекорда за най-бърз сериен автомобил.

## Рекорд
От октомври 2005 г. Бугати Veyron държи неофициалния рекорд за най-бърз сериен автомобил с 407,5 км/ч, а преди това от февруари 2005 Кьонигсег CCR държи официалния рекорд с 387,87 км/ч. Първият опит на SSC да подобри тези рекорди с модела Ултимейт Аеро ТТ се състои на 22 март 2007 г. Първоначалните планове опитът да се проведе ден по-рано пропадат заради падналия сняг. Отцепен е участък от малко над 19 km от магистрала 93 в Невада. Опитът се проваля заради ниските температури, защото колата не стои добре на пътя при скорост над 305 км/ч. Въпреки лошите условия, колата развива 370 км/ч.
Вторият опит се състои на 13 септември 2007 г. в Уест Ричланд, Вашингтон. За да бъде рекордът признат за официален според критериите на Гинес, автомобилът трябва да мине по отсечката, а след максимум един час да покрие трасето в обратна посока, за да се премахнат предимствата или недостатъците, преоизтичащи от метеорологичните условия. Средната стойност на максималните скорости в двете посоки представлява максималната скорост на автомобила. При първото преминаване на трасето максималната скорост, която е отчетена е 414,31 км/ч, а на втория тур – 410,24 км/ч. Определената от тези параметри максимална скорост е 412 км/ч..

На 4 юли 2010 рекордът на SSC Ultimate Aero TT е подобрен от Bugatti Veyron Super Sport. При първото преминаване на трасето максималната скорост, която е отчетена е 427,933 км/ч, а на втория тур – 434,211 км/ч. Определената от тези параметри максимална скорост е 431 км/ч.